# Ponches-Estruval

Ponches-Estruval este o comună în departamentul Somme, Franța. În 1 ianuarie 2022 avea o populație de 117 de locuitori.